# Hřbetnice
Hřbetnice je čára styku dvou přilehlých svahů téhož hřbetu. Spojuje relativně nejvyšší body terénního tvaru, a proto je zároveň rozvodnicí. Ze všech spádnic na ploše hřbetu má právě hřbetnice nejmenší sklon. Opakem je údolnice, spojující místa největšího vyhloubení příčného řezu údolím.